# 求職信
求職信一般是伴隨履歷投遞給招聘人員，用來向招聘人員簡介自己應徵該職位的動機。

## 求職
求職者一般會將求職信連同履歷投遞給招聘人員，其內容是向招聘人員簡單的自我介紹，以及說明為何自己適合該職位。招聘人員通常是藉由求職信過濾出對該職位有興趣且具能力的應徵者。

## 格式
求職信的長度一般為一頁，內容可分為標頭（Header）、簡介（Introduction）、本文（Body）和結束語（Closing）。
- 標頭。求職信使用標準的商業往來信件格式，包含求職者的地址和其它聯絡方式，以及招聘人員的收件地址。最後以 "親愛的某某" 結尾。

- 簡介。簡單描述為什麼你要應徵這個職位，應該試圖引起招聘人員的興趣。

- 本文。強調履歷上的重點，描述自己為什麼對這個職缺感到興趣，以及為什麼招聘人員應該要選擇你。內容一般包括自己具備的技能、證照和過去的經歷，特殊專長亦可包括在內。

- 結束語。總結此封求職信，並說明自己的期待。通常是希望招聘人員能進一步和自己接洽。